# Hans-Jürgen Schaal (Richter)
Hans-Jürgen Schaal (* 29. Dezember 1947 in Berlin) ist ein deutscher Jurist und war von 2000 bis 2013 Richter am Bundesgerichtshof.
Hans-Jürgen Schaal begann seine juristische Laufbahn 1975 in Berlin nach dem Abschluss seiner juristischen Ausbildung. Dort wurde er zunächst als Staatsanwalt und Richter verwendet, bevor er 1978 zum Richter am Landgericht Berlin ernannt wurde, wo er als Beisitzer einer Strafkammer des Landgerichtes angehörte. Es folgte eine Abordnung in die Senatsverwaltung für Justiz des Landes Berlin, wo er Referent in der Strafrechtsabteilung war. Während dieser Abordnung wurde er zum Richter am Kammergericht ernannt. Später wurde er an den Bundesgerichtshof als wissenschaftlicher Mitarbeiter abgeordnet. 1990 wurde er Vorsitzender Richter am Landgericht in Berlin und führte bis zu seiner Ernennung zum Bundesrichter den Vorsitz in unterschiedlichen Strafkammern des Landgerichts, unterbrochen von einer einjährigen Abordnung an das Bundeszentralregister. 
Am 11. Oktober 2000 wurde er zum Richter am Bundesgerichtshof ernannt und dort zunächst dem 1. Strafsenat  des Bundesgerichtshofes zugewiesen. Der 1. Senat ist zuständig für Revisionen in Strafsachen aus Baden-Württemberg und Bayern. Ab 2001 gehörte er dem 5. Strafsenat des Bundesgerichtshofes an. Der 5. Strafsenat ist unter anderem für Revisionen in Strafsachen aus den Bezirken des Kammergerichts, des Brandenburgischen Oberlandesgerichts, des Oberlandesgerichts Braunschweig, des Hanseatischen Oberlandesgerichts Bremen, des Oberlandesgerichts Dresden und des Hanseatischen Oberlandesgerichts Hamburg zuständig. Zum 31. Januar 2013 trat Schaal in den Ruhestand ein.